# Корана (притока Сане)
Корана је ријека која протиче кроз село Доња Пецка у општини Мркоњић Град. Извире у Царевцу и представља прву притоку Сане. У Корану се са Ћојдерове главице улијева педесетак мањих врела, а пошто прође кроз село улијева се у Сану. Ријека није пловна.